# 2014년 전국체육대회
제95회 전국체육대회는 2014년 10월 28일부터 2014년 11월 3일까지 대한민국 제주특별자치도에서 개최되었다.
2002년 제83회 이후 12년만에 개최되었다. 대회운영본부에 심판 소청 건이 한 건도 발생하지 않았으며 경기장 폭력, 판정불복에 따른 경기지연 등 대회운영 저해사례가 거의 발생하지 않은 공정한 대회로 평가받았다. 또한 해외동포 17개국에서 1,074명이 참가하였다.

## 개요
- 대회명칭 : 제95회 전국체육대회
- 개최기간 : 2014년 10월 28일 ~ 2014년 11월 3일
- 개최지 : 제주특별자치도 (주개최지 : 제주시)
- 구호 : 뭉친 힘, 펼친 꿈, 탐라에서 미래로!
- 참가인원 : 19,758명
- 종별 : 일반부, 대학부, 고등부
- 마스코트 : 돌이와 소리

## 종목

### 정식종목
| - 검도 - 골프 - 궁도 - 근대5종 - 농구 - 당구 - 댄스스포츠 - 럭비 - 레슬링 - 롤러 - 배구 - 배드민턴 - 보디빌딩 | - 복싱 - 볼링 - 사격 - 사이클 - 산악 - 세팍타크로 - 소프트볼 - 수영 (경영, 다이빙, 수구) - 스쿼시 - 승마 - 씨름 - 야구 - 양궁 | - 역도 - 요트 - 우슈 - 유도 - 육상 - 정구 - 조정 - 철인3종 - 체조 - 축구 - 카누 - 탁구 - 태권도 | - 테니스 - 트라이애슬론 - 펜싱 - 핀수영 - 하키 - 핸드볼 |

### 시범종목
- 바둑
- 수상스키
- 택견

## 종합순위
개최지
| 순위 | 지역           | 점수   | 금  | 은  | 동   | 합계 |
| 1    | 경기도         | 60,584 | 129 | 106 | 138  | 373  |
| 2    | 서울특별시     | 48,704 | 93  | 82  | 102  | 277  |
| 3    | 경상남도       | 47,603 | 69  | 89  | 99   | 257  |
| 4    | 경상북도       | 44,557 | 82  | 68  | 90   | 240  |
| 5    | 인천광역시     | 40,466 | 75  | 59  | 79   | 213  |
| 6    | 부산광역시     | 40,420 | 64  | 74  | 90   | 228  |
| 7    | 충청남도       | 39,492 | 50  | 60  | 84   | 194  |
| 8    | 충청북도       | 35,102 | 56  | 48  | 79   | 183  |
| 9    | 강원도         | 32,670 | 60  | 46  | 85   | 191  |
| 10   | 대전광역시     | 32,670 | 60  | 46  | 85   | 191  |
| 11   | 제주특별자치도 | 31,860 | 52  | 54  | 61   | 167  |
| 12   | 전라남도       | 31,546 | 38  | 52  | 95   | 185  |
| 13   | 대구광역시     | 27,710 | 37  | 36  | 68   | 141  |
| 14   | 전라북도       | 27,386 | 37  | 46  | 58   | 141  |
| 15   | 광주광역시     | 27,022 | 35  | 44  | 56   | 135  |
| 16   | 울산광역시     | 21,643 | 45  | 35  | 47   | 127  |
| 17   | 세종특별자치시 | 5,415  | 6   | 5   | 10   | 21   |
| 총계 | 총계           | 총계   | 966 | 961 | 1305 | 3232 |

### 최우수 선수상
최우수 선수상은 한국체육기자연맹 기자단의 투표로 결정된다.
- 최우수 선수상(MVP) : 김우진 (충청북도/양궁)

- 남자일반부 70m, 개인싱글종합에서 세계신기록 달성, 30m에서 세계타이 기록 달성 등 대회 3관왕 달성